# Chrysometa banos
Chrysometa banos là một loài nhện trong họ Tetragnathidae.
Loài này thuộc chi Chrysometa. Chrysometa banos được Herbert W. Levi miêu tả năm 1986.